# Alzenau
Alzenau è un comune tedesco di 18 971 abitanti, situato nel land della Baviera.